# Frances Buss
Frances Mary Buss (16 de agosto de 1827-24 de diciembre de 1894) fue una directora británica y una pionera de la educación femenina.

## Biografía
Hija de Robert William Buss, pintor y grabador, y de su esposa, Frances Fleetwood, Buss fue uno de los seis de sus diez hijos que sobrevivieron hasta la edad adulta. Sus abuelos, a quienes visitaba en Aldersgate, la enviaron a una escuela privada alojada en el alojamiento más básico «...para quitarme de en medio». A continuación fue enviada a una escuela similar en Kentish Town que recordaba que consistía simplemente en niños aprendiendo la Gramática de Murray. A los 10 años asistió a una escuela más avanzada en Hampstead (Londres); a los 14 años ella misma enseñaba allí y a los 16 años se quedaba ocasionalmente a cargo de la escuela.
La carrera artística de su padre, a veces sin éxito, obligó a su madre, para ayudar a la familia a financiarse, a crear en 1845 una escuela privada en Clarence Road, Kentish Town, a la que asistió su hija Frances, y que se basaba en las ideas de Johann Heinrich Pestalozzi.
Durante 1848-1849, asistió a conferencias nocturnas en el recién inaugurado Queen's College en Harley Street, Londres. Recibió clases de Frederik Maurice, Charles Kingsley y Richard Chenevich Trench, y obtuvo certificados en francés, alemán y geografía. A Dorothea Beale, una contemporánea de Queen's, le describió la educación que había recibido allí como la apertura de «una nueva vida para mí, quiero decir intelectualmente».

## Carrera
La escuela fue rebautizada como North London Collegiate School for Ladies y se trasladó a un local más grande en Camden Street el 4 de abril de 1850. Buss fue su primera directora y así permaneció el resto de su vida. Bajo su dirección, y con la ayuda de los miembros de la familia, la escuela se convirtió en un modelo para la educación de las niñas. En 1865 la escuela contaba con niñas de 200 días, con algunos alumnos internos, pero seguía siendo administrada como una empresa familiar privada, con su padre Robert William Buss y su hermano Septimus Buss enseñando arte y escritura respectivamente.
En julio de 1870, Frances Mary Buss entregó la escuela a los fideicomisarios, y al año siguiente fundó la Escuela para Niñas de Camden con el objetivo de ofrecer una educación más asequible para las niñas. Fue la primera persona en usar el título de Directora.

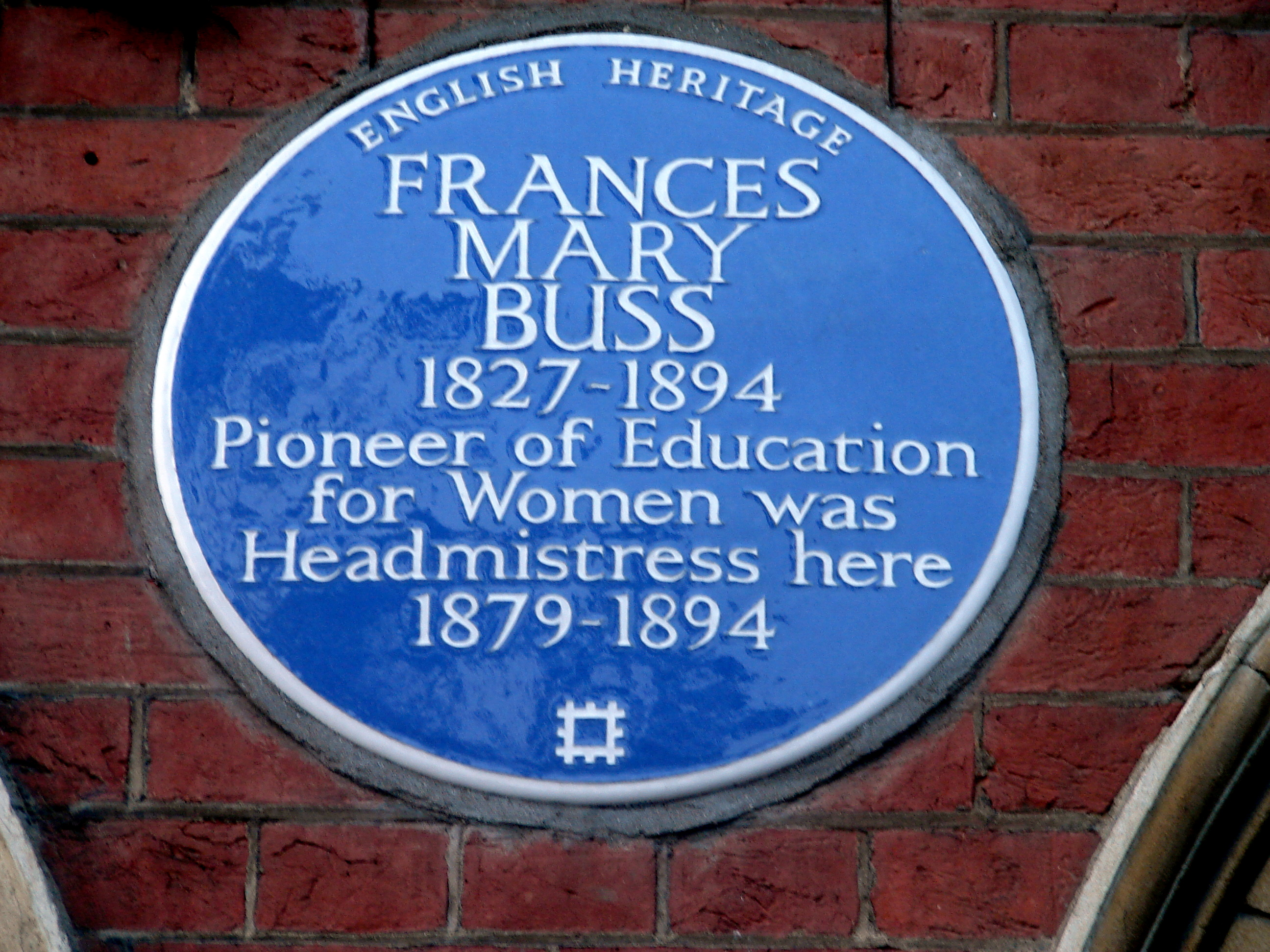
Placa azul dedicada a Frances Mary Buss, pionera de la educación para mujeres. Fue directora de centro escolar entre 1879-1894 (distrito de Camden (Londres))

Buss estaba a la vanguardia de las campañas para la dotación de escuelas para niñas y para que se permitiera a las niñas presentarse a exámenes públicos e ingresar a las universidades. Fue la presidenta fundadora de la Asociación de Maestras directoras en 1874, cargo que ocupó hasta 1894, y también participó en la creación del Gremio de Profesores en 1883 y del Colegio de Formación de Cambridge (más tarde Hughes Hall) para la formación de profesores en 1885.
En 1869 se convirtió en la primera mujer Fellow del Colegio de Preceptores, ayudando a establecer el profesorado del Colegio de la ciencia y el arte de la educación en 1872. Su elección a una beca del Colegio en 1873 fue el único reconocimiento público que recibió. Fue miembro del Consejo de la Sociedad de Formación y Registro de Profesores.
Buss también fue sufragista, participando en la Kensington Society, una sociedad de debate de mujeres, y en el Comité de Sufragio de Londres.
Está enterrada en el cementerio de Theydon en Essex.

## Legado

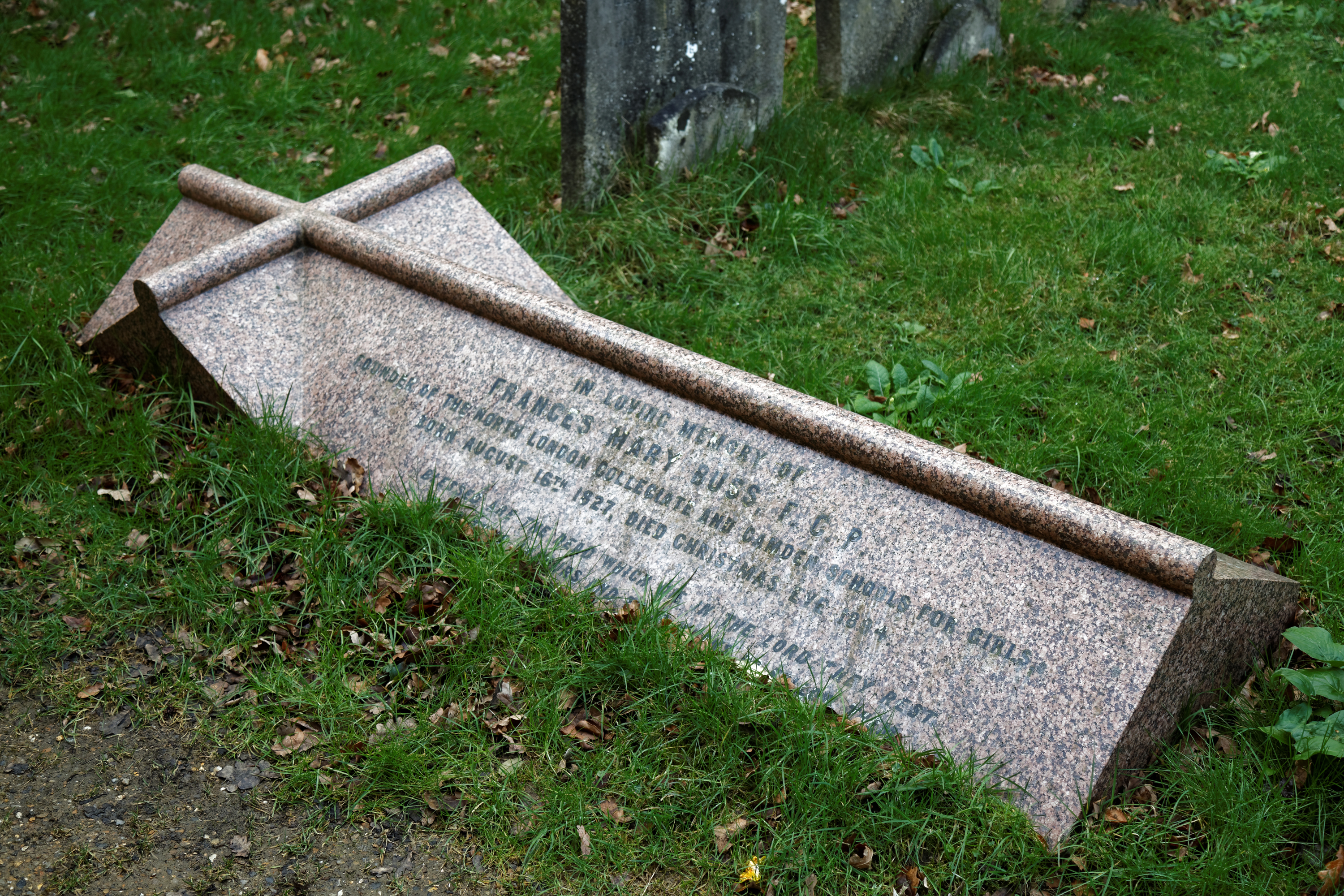
Tumba de Frances Mary Buss en Essex.

Su nombre se asocia con el de Dorothea Beale en una rima satírica:
Señorita Buss y señorita Beale,

Los dardos de Cupido no se sienten.

Qué diferente de nosotros,

Señorita Beale y señorita Buss.
En la primavera de cada año, la North London Collegiate School, la North London Collegiate School Jeju (en Corea del Sur) y la Camden School for Girls celebran el Día del Fundador para conmemorar a Frances Mary Buss y su legado. Alumnos, personal e invitados llevan cada uno un narciso en memoria de la flor favorita de Buss.
Los valores educativos que Frances Mary Buss enseñó en la North London Collegiate School se convirtieron en el modelo para muchas escuelas del Reino Unido y del extranjero. Entre ellas se encuentra la Pretoria High School for Girls, fundada en Sudáfrica por Edith Aitken, una antigua alumna de Buss.